# Parafia św. Stanisława Biskupa Męczennika w Krakowie (Prądnik Biały)
Parafia św. Stanisława Biskupa Męczennika w Krakowie – parafia rzymskokatolicka należąca do dekanatu Kraków-Krowodrza archidiecezji krakowskiej w Toniach przy ulicy Gaik.
Została utworzona w 2006 r. Kościół parafialny wybudowany w 1991 r.

## Terytorium parafii
Ulice: Astrowa, Azaliowa, Frycza, Gaik, Gospodarska, Gryczana, Jęczmienna, Kaczorówka, Konopna, Lniana, Łokietka od 174 do 360 (po obu stronach), Maciejkowa, Miętowa, Na Budzyniu, Na Mostkach, Na Zielonki, Paszkowskiego, Pękowicka, Potoczek, Poziomkowa, Skotnica, Waliszewskiego, Zefirowa